# Саку (остановочный пункт)
Са́ку (эст. Saku raudteepeatus) — остановочный пункт в посёлке Саку на линии Таллин — Рапла — Вильянди/Пярну. Находится на расстоянии 17 км от Балтийского вокзала.
На остановке расположен один низкий перрон. На остановке останавливаются все пассажирские поезда юго-западного направления. С Балтийского вокзала в Саку поезд идёт 22-24 минуты.

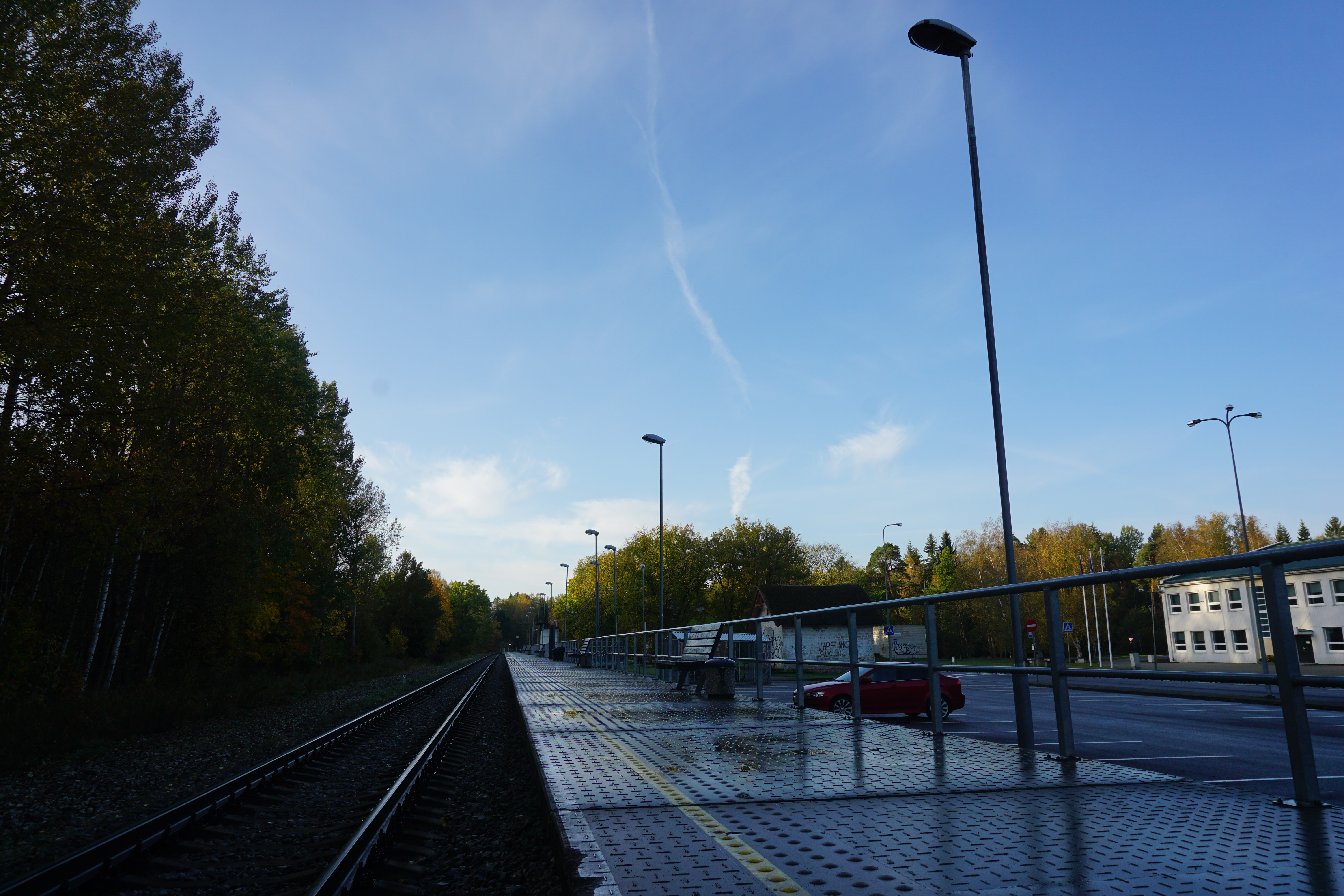
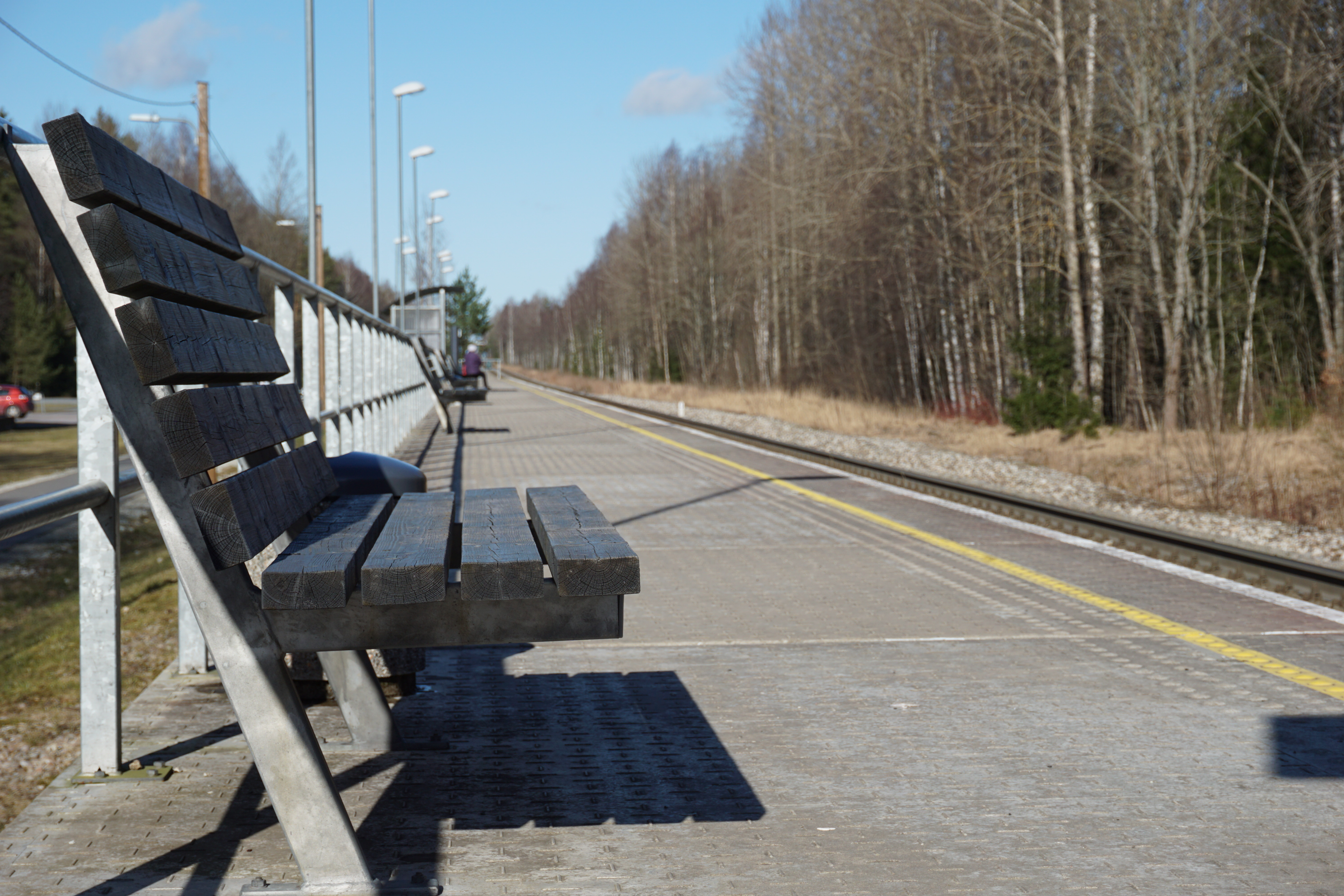